# Ben Hendriks (voetballer)
Ben Hendriks (8 mei 1946) is een Nederlands oud-voetballer en -trainer. Hij begon bij Zwolsche Boys in de jeugd en maakte daar als 15-jarige zijn debuut in het eerste elftal. Hij kon bij die club echter geen contract krijgen, waardoor hij op de aanbieding van PEC Zwolle inging. Bij die club begon hij als linksbuiten, maar speelde ook als middenvelder en de laatste seizoenen als centrale verdediger. Met PEC Zwolle promoveerde Hendriks in 1978 naar de Eredivisie. Het jaar ervoor speelde hij mee in de verloren bekerfinale tegen FC Twente. In die finale veroorzaakte hij in de verlenging een strafschop, door Theo Pahlplatz neer te leggen. Het stond op dat moment al 1-0 door een afstandsschot van Epi Drost. PEC Zwolle verloor uiteindelijk met 3-0.
Op 24 augustus 1998 ging hij aan de slag als scout bij Udinese dat toen uitkwam in de Serie A. Op dat moment stonden drie Nederlanders onder contract bij de club: Harald Wapenaar, Henri van der Vegt en Eli Louhenapessy.
In 2013 is hij aangesteld als scout voor PEC Zwolle. Op 21 april 2014 reikte hij aan de spelers van PEC Zwolle de zojuist gewonnen KNVB beker uit.

## Carrièrestatistieken
| Seizoen         | Club            | Land            | Competitie       | Competitie | Competitie | Beker | Beker | Internationaal | Internationaal | Overig | Overig | Totaal | Totaal |
| Seizoen         | Club            | Land            | Competitie       | Wed.       | Dlp.       | Wed.  | Dlp.  | Wed.           | Dlp.           | Wed.   | Dlp.   | Wed.   | Dlp.   |
| --------------- | --------------- | --------------- | ---------------- | ---------- | ---------- | ----- | ----- | -------------- | -------------- | ------ | ------ | ------ | ------ |
| 1964/65         | PEC Zwolle      | Nederland       | Tweede divisie A | –          | 2          | –     | 0     | 0              | 0              | 0      | 0      | –      | 2      |
| 1965/66         | PEC Zwolle      | Nederland       | Tweede divisie A | –          | 5          | –     | 0     | 0              | 0              | 0      | 0      | –      | 5      |
| 1966/67         | PEC Zwolle      | Nederland       | Tweede divisie   | –          | 5          | –     | –     | 0              | 0              | 0      | 0      | –      | 5      |
| 1967/68         | PEC Zwolle      | Nederland       | Tweede divisie   | –          | 9          | –     | 0     | 0              | 0              | 0      | 0      | –      | 9      |
| 1968/69         | PEC Zwolle      | Nederland       | Tweede divisie   | –          | 2          | 1     | 0     | 0              | 0              | 0      | 0      | –      | 2      |
| 1969/70         | PEC Zwolle      | Nederland       | Tweede divisie   | –          | 0          | 0     | 0     | 0              | 0              | 0      | 0      | –      | 0      |
| 1970/71         | PEC Zwolle      | Nederland       | Tweede divisie   | –          | 3          | 0     | 0     | 0              | 0              | 0      | 0      | –      | 3      |
| 1971/72         | PEC Zwolle      | Nederland       | Eerste divisie   | –          | 0          | 1     | 0     | 0              | 0              | 0      | 0      | –      | 0      |
| 1972/73         | PEC Zwolle      | Nederland       | Eerste divisie   | –          | 3          | 3     | 0     | 0              | 0              | 0      | 0      | –      | 3      |
| 1973/74         | PEC Zwolle      | Nederland       | Eerste divisie   | –          | 1          | 2     | 0     | 0              | 0              | 0      | 0      | –      | 1      |
| 1974/75         | PEC Zwolle      | Nederland       | Eerste divisie   | –          | 1          | –     | 0     | 0              | 0              | 0      | 0      | –      | 1      |
| 1975/76         | PEC Zwolle      | Nederland       | Eerste divisie   | –          | 5          | –     | 1     | 0              | 0              | 0      | 0      | –      | 6      |
| 1976/77         | PEC Zwolle      | Nederland       | Eerste divisie   | –          | 4          | –     | 0     | 0              | 0              | –      | 2      | –      | 6      |
| 1977/78         | PEC Zwolle      | Nederland       | Eerste divisie   | –          | 11         | 1     | 1     | 0              | 0              | 0      | 0      | –      | 12     |
| 1978/79         | PEC Zwolle      | Nederland       | Eredivisie       | 30         | 3          | 2     | 0     | 0              | 0              | 0      | 0      | 32     | 3      |
| 1979/80         | PEC Zwolle      | Nederland       | Eredivisie       | 22         | 5          | –     | 1     | 0              | 0              | 0      | 0      | –      | 6      |
| Carrière totaal | Carrière totaal | Carrière totaal | Carrière totaal  | –          | 59         | –     | 3     | 0              | 0              | –      | 2      | –      | 64     |

## Erelijst

### MetPEC Zwolle
| Nationaal      |    |         |
| Eerste divisie | 1x | 1977/78 |